# واش‌سیلوادی
واش‌سیلوادی (به مجاری:  Vasszilvágy) یک سکونتگاه مسکونی در مجارستان است که در واش واقع شده‌است.

## خصوصیات
واش‌سیلوادی ۱۱٫۸ کیلومترمربع مساحت و ۳۸۵ نفر جمعیت دارد.